# Jakobsbergs GoIF
Jakobsbergs GoIF (Jakobsbergs Gymnastik och Idrottsförening) ist ein schwedischer Sportverein aus Jakobsberg.
Der Verein ist vor allem bekannt durch seine ehemals erfolgreiche Damenfußball-Abteilung. Diese stand 1975 erstmals im Finale um die Schwedische Meisterschaft, verlor aber knapp gegen Öxabäcks IF. 1977 gelang der Mannschaft dann der Gewinn der Meisterschaft. Es blieb jedoch der einzige Erfolg des Vereins.
Heute ist der Verein vorwiegend im Handball aktiv und spielt hier mit einer Herren- und einer Damenmannschaft im Ligabetrieb.

## Erfolge
- Schwedische Meisterschaft: 
  - Meister: 1977
  - Finalist: 1975